# Guillaume III de Genève
Pour les articles homonymes, voir Guillaume de Genève et Guillaume III.
Guillaume III de Genève, vers 1280 et mort en 1320, est comte de Genève de 1308 (environ) à 1320. Il est le fils d'Amédée II, comte de Genève, et d'Agnès de Chalon.

## Biographie

### Origine
Guillaume est le fils du comte de Genève Amédée II et d'Agnès de Chalon, fille de Jean Ier de Chalon,. Son année de naissance est inconnue. L'année 1280 est donnée comme point de repère.
Il a deux frères : Hugues, un laïc, et Amédée qui deviendra évêque de Toul de 1320 à 1330. Leur sœur Jeanne épouse Guichard VI d'Albon, dit le Grand, seigneur de Beaujeu, et leur autre sœur Marie est la première femme de Jean II de Châlon-Auxerre (1292-1361), arrière-petit-fils de Jean Ier de Chalon l'Antique.
Guillaume est fiancé en 1291 à Béatrice, fille du comte de Savoie Amédée V. En 1297, son père signe un nouveau traité de paix avec le comte de Savoie, et voit son statut affermi par une alliance entre les deux familles. Ainsi Guillaume doit épouser Agnès, la fille d'Amédée V,. Le contrat est signé au château que le comte de Savoie possède à Saint-Georges-d'Espéranche, le 31 août 1297. Par cet accord, le comte de Savoie donne « 10 000 livres tournois de dot et le château de La Corbière à charge d'hommage et sous condition que le comte de Genève empêchât toute attaque » et celui de Genève apporte « 4 000 livres et le pont devant le château à son fils, avec les châteaux de Rumilly en Abanais, Hauteville, Alby, Charousse comme garantie » ainsi que d'autres gages.

### Accession au trône
Son père, le comte Amédée établit son testament au château de La Balme, le 24 septembre 1306,,. Dans cet acte, il le désigne comme son successeur et précise que ses frères, Amédée et Hugues, recevront les châteaux « de Varey, Mornex, Rumilly-sous-Cornillon, et Cornillon, pour le vidomnat des Bornes, pour les droits sur le marché de La Roche, et pour les terres et rentes qu'il possède en Vaud, le tout sous la condition qu'ils ne pourront aliéner ces châteaux et droits qu'en faveur des héritiers du comte ». Son père meurt le 22 mai 1308, à proximité du château de Vuache,.
L'entrée réelle en fonction du comte Guillaume III n'est pas connue, Pierre Duparc donne l'hypothèse de Jules Vuy qui considérait que le nouveau comte le soit devenu quelque temps avant la mort d'Amédée. Cette observation repose sur l'analyse d'une charte, non originale, de 1308. L'historien Matthieu de la Corbière indique cependant « Par une transaction conclue le 29 mai, son fils aîné Guillaume prit la succession ».
La succession pose certain soucis, notamment entre le jeune comte et sa mère, Agnès de Chalon. En 1306, lors de la rédaction du testament, Guillaume était mineur et donc une régence par sa mère avait été anticipée, deux ans plus tard, le jeune comte est en âge de diriger. Une transaction est mise en place entre les deux parties, le 29 mai 1308, par l'exécuteur testamentaire, Jean Ier de Chalon-Arlay, frère d'Agnès, ainsi que sous les auspices de l'évêque de Genève et de vassaux,. Trois ans plus tard, une nouvelle transaction est établie en faveur du comte par Jean de Chalon et réduisant ainsi la part d'héritage de sa mère, l'obligeant à renoncer à toutes prétentions sur le comté,. En échange, le comte s'engage à défendre les possessions de sa mère,. Cet acte est garanti en février notamment par le Dauphin Jean II de Viennois, le fils du comte Savoie Édouard et Guichard VI de Beaujeu,,.

### Règne
Très probablement influencé par son épouse issue de la maison de Savoie, le nouveau comte s'engage sur le chemin de la paix avec le comte de Savoie,,.
Lors du traité de paix entre le comte de Savoie et la Grande Dauphine Béatrice d'août 1308, Guillaume « se rend garant de son exécution ». Le 23 octobre 1308, il signe avec le comte Amédée V, un traité de paix perpétuelle au château de Saint-Georges-d'Espéranche,,,,. Le traité est l'occasion pour Guillaume de reconnaître qu'il tient « en fief du comte de Savoie les châteaux et juridictions de Charousse, Alby, Hauteville et La Corbière, ainsi que tout ce que les seigneurs de Grésy, de Cessens, et Arnaud de Grandmont tiennent de lui en Genevois ». Il ratifie également les accords passés, dont la paix d'Annemasse de 1287 ou encore la sentence arbitrale de 1293 passée avec Guillaume, évêque de Lausanne, et Aimon du Quart. Enfin, le 21 janvier 1312, les fils du comte de Savoie, Édouard et Aymon, signent un accord engageant les différentes parties à diviser la baronnie de Faucigny, en cas de mort sans héritier du seigneur Hugues.
Un événement en avril 1312 engage les signataires de l'accord à intervenir. Un vassal du baron de Faucigny, Guillaume-Albi de Lucinge, commet un meurtre, les seigneurs de Savoie et de Genève interviennent en prenant le château de Lucinges et le détruisent,.
Le comte, reprend son ancienne alliance, avec le Dauphin de Viennois, les évêques de Genève et de Lausanne. Il fait d'ailleurs hommage-lige au Dauphin de Viennois, reconnaissant tenir en fief son comté et différents châteaux de ce seigneur, le 13 juin 1316.

### Mort et succession
Le comte Guillaume établit son testament au château d'Annecy le 11 avril 1319. Il fait de son fils, Amédée, son héritier. Dans le cas où son fils disparaît, il fait de ses frères, Hugues et Amédée ses successeurs.
Dans son testament, il laisse une rente à ses frères, sa mère, Agnès de Chalon, et à sa femme Agnès de Savoie, sa dot ainsi que la vallée des Clefs et le château de Charousse. L'acte est complété notamment par des dons à l'Église et ses institutions.

## Famille
Guillaume épouse, en 1297, Agnès de Savoie, fille du comte de Savoie Amédée V,. Ils ont un fils, Amédée, né le 29 mars 1311, qui succédera à son père.
De ce mariage, il a aussi deux filles vivantes, Marguerite et Yolande, qui épouse en 1348 Béraud II comte de Clermont.
Le comte a aussi un fils illégitime, Pierre, qu'il a eu avec Émeraude de La Frasse, dame de Montjoie,. Ce dernier, dit « Bâtard de Genève », serait à l'origine de la branche cadette des Genève-Lullin et Genève-Boringe,,. Il épouse Catherine, fille du seigneur de Ternier.